# Yucun, Shandong
Yucun (kinesiska: 禹村镇, 禹村) är en köping i Kina. Den ligger i provinsen Shandong, i den östra delen av landet, omkring 94 kilometer söder om provinshuvudstaden Jinan. Antalet invånare är 48480. Befolkningen består av 24 762 kvinnor och 23 718 män. Barn under 15 år utgör 16,0 %, vuxna 15-64 år 72 %, och äldre över 65 år 11,0 %.
Genomsnittlig årsnederbörd är 857 millimeter. Den regnigaste månaden är juli, med i genomsnitt 283 mm nederbörd, och den torraste är januari, med 4 mm nederbörd.